# Arkas Spor (volley-ball masculin)
Pour les articles homonymes, voir Arkas Spor.
L'Arkas Spor Kulübü est un club turc de volley-ball masculin fondé en 2001 et basé à Izmir, évoluant pour la saison 2019-2020 en 1.Ligi.

## Historique
- En 2001, le club est fondé sous le nom Saint Joseph Spor Kulubü
- En 2003, le club est renommé Arkas Saint Joseph Spor Kulubü
- En 2005, le club est renommé Arkas Spor Kulubü

## Bilan sportif

### Palmarès
| Compétitions nationales | Compétitions internationales                              |
| - Championnat de Turquie (3) - Vainqueur : 2006, 2007, 2013, 2015 - Finaliste : 2009, 2011, 2012, 2017, 2018, 2019. - Coupe de Turquie (2) - Vainqueur : 2009, 2011 - Finaliste : 2008, 2013, 2015, 2016 - Supercoupe de Turquie - Finaliste : 2009, 2011, 2013, 2015. | - Challenge Cup (1) - Vainqueur : 2009 - Finaliste : 2011 |

### Saison par saison
| Saison    | Championnat    | Championnat | Championnat | Championnat | Championnat | Championnat | Championnat | Championnat | Coupe de Turquie | Supercoupe de Turquie | Coupe d'Europe | Coupe d'Europe      | Coupe d'Europe |
| Saison    | Division       | Niveau      | Phase I     | Pts         | M           | V           | D           | Phase II    | Coupe de Turquie | Supercoupe de Turquie | Niveau         | Compétition         | Résultats      |
| --------- | -------------- | ----------- | ----------- | ----------- | ----------- | ----------- | ----------- | ----------- | ---------------- | --------------------- | -------------- | ------------------- | -------------- |
| 2001-2002 | 2.Ligi         | II          | ?           | ?           | ?           | ?           | ?           | ?           | ?                | -                     | -              | -                   | -              |
| 2002-2003 | 1.Ligi         | I           | 7e/13       | 33          | 24          | 9           | 15          | -           | ?                | -                     | -              | -                   | -              |
| 2003-2004 | 1.Ligi         | I           | 8e/16       | 46          | 30          | 17          | 13          | -           | ?                | -                     | -              | -                   | -              |
| 2004-2005 | 1.Ligi         | I           | 4e/18       | 76          | 34          | 26          | 8           | 3e/4        | ?                | -                     | -              | -                   | -              |
| 2005-2006 | 1.Ligi (gr. A) | I           | 1er/10      | 48          | 18          | 16          | 2           | Vainqueur   | ?                | -                     | -              | -                   | -              |
| 2006-2007 | 1.Ligi (gr. A) | I           | 1er/9       | 41          | 16          | 14          | 2           | Vainqueur   | ?                | -                     | II             | Top Teams Cup       | 1/4 de finale  |
| 2007-2008 | 1.Ligi         | I           | 3e/13       | 55          | 23          | 20          | 3           | 1/2 finales | Finaliste        | -                     | I              | Ligue des champions | Groupes        |
| 2008-2009 | 1.Ligi         | I           | 1er/12      | 52          | 22          | 19          | 3           | 1/2 finales | Vainqueur        | -                     | III            | Challenge Cup       | Vainqueur      |
| 2009-2010 | 1.Ligi         | I           | 4e/12       | 49          | 22          | 18          | 4           | 1/2 finales | 1/8e de finale   | Finaliste             | II             | Coupe de la CEV     | 1/4 de finale  |
| 2010-2011 | 1.Ligi         | I           | 2e/12       | 52          | 22          | 16          | 6           | Finaliste   | Vainqueur        | -                     | III            | Challenge Cup       | Finaliste      |
| 2011-2012 | 1.Ligi         | I           | 3e/12       | 49          | 22          | 17          | 5           | Finaliste   | 1/2 finales      | Finaliste             | I              | Ligue des champions | 1/2 finales    |
| 2012-2013 | 1.Ligi         | I           | 1er/12      | 52          | 22          | 18          | 4           | Vainqueur   | Finaliste        | -                     | I              | Ligue des champions | Playoffs à 6   |
| 2013-2014 | 1.Ligi         | I           | 4e/12       | 46          | 22          | 16          | 6           | 1/2 finales | 1/4 de finale    | Finaliste             | I              | Ligue des champions | Groupes        |
| 2014-2015 | 1.Ligi         | I           | 2e/12       | 55          | 22          | 18          | 4           | Vainqueur   | Finaliste        | -                     | II             | Coupe de la CEV     | 1/4 de finale  |
| 2015-2016 | 1.Ligi         | I           | 3e/12       | 41          | 21          | 14          | 7           | 3e/4        | Finaliste        | Finaliste             | I              | Ligue des champions | Playoffs à 12  |
| 2016-2017 | 1.Ligi         | I           | 4e/12       | 44          | 22          | 14          | 8           | Finaliste   | 1/4 de finale    | -                     | I              | Ligue des champions | Playoffs à 12  |
| 2017-2018 | 1.Ligi         | I           | 2e/12       | 47          | 22          | 15          | 7           | Finaliste   | 1/4 de finale    | -                     | I              | Ligue des champions | Groupes        |
| 2018-2019 | 1.Ligi         | I           | 2e/12       | 46          | 22          | 15          | 7           | Finaliste   | 1/4 de finale    | -                     | I              | Ligue des champions | Groupes        |
| 2019-2020 | 1.Ligi         | I           | 2e/12       | 50          | 22          | 16          | 6           | ?           | ?                | -                     | II             | Coupe de la CEV     | 1/4 de finale  |

## Joueurs et personnalités du club

### Entraîneurs
- 2006-2010 :  Fernando Muñoz
- 2010- :  Glenn Hoag